# Parafia Świętych Apostołów Piotra i Pawła w Orlu
Parafia Św. Piotra i Pawła w Orlu – rzymskokatolicka parafia usytuowana w przy ulicy Zamostnej w Orlu w gminie Wejherowo. Wchodzi w skład dekanatu Wejherowo w archidiecezji gdańskiej.

## Historia
Dekretem biskupim wydamy 16 czerwca 2004 przez arcybiskupa metropolitę gdańskiego – Tadeusza Gocłowskiego CM, erygowano parafię pod wezwaniem Świętych Piotra i Pawła w Orlu. Z dniem 29 czerwca w Uroczystość Świętych Apostołów Piotra i Pawła – sołectwo Orle, zostało odłączone od parafii św. Mateusza Apostoła w Górze Pomorskiej tworząc osobną i samodzielną parafię pod tym wezwaniem. Niewielki murowany kościół doskonale wtapia się w malowniczy krajobraz miejscowości odznaczającej się niezwykłymi walorami przyrodniczymi. Orle posiada kapliczkę Maryjną przy której, w maju, w soboty i niedziele odbywają się Nabożeństwa majowe. Ponadto od kwietnia 2005 na terenie miejscowości istnieje cmentarz parafialny.

## Proboszcz
- od 29 VI 2004: ks. kan. mgr Henryk Hildebrandt[1]